# Hanley Ramírez
Hanley Ramírez, född den 23 december 1983 i Samaná, är en dominikansk-amerikansk före detta professionell basebollspelare som spelade 15 säsonger i Major League Baseball (MLB) 2005–2019. Ramírez var främst shortstop.
Ramírez spelade för Boston Red Sox (2005), Florida/Miami Marlins (2006–2012), Los Angeles Dodgers (2012–2014), Boston Red Sox igen (2015–2018) och Cleveland Indians (2019). Totalt spelade han 1 668 matcher med ett slaggenomsnitt på 0,289, 271 homeruns och 917 RBI:s (inslagna poäng).
Ramírez utsågs till Rookie of the Year i National League 2006 och togs ut till tre all star-matcher 2008–2010.
Vidare vann han två Silver Slugger Awards 2008–2009. Statistiskt hade han högst slaggenomsnitt i National League 2009 och året dessförinnan kom han med i den så kallade 30–30-klubben genom att slå minst 30 homeruns och stjäla minst 30 baser under samma säsong.